# Dziubiele
Dziubiele (deutsch Dziubiellen, 1904–1945 Zollerndorf) ist ein Dorf in der polnischen Woiwodschaft Ermland-Masuren, das zur Gmina Orzysz (Stadt- und Landgemeinde Arys) im Powiat Piski (Kreis Johannisburg) gehört.

## Geographische Lage
Dziubiele liegt in der östlichen Woiwodschaft Ermland-Masuren, 20 Kilometer nordwestlich der Kreisstadt Pisz (deutsch Johannisburg).

## Geschichte
Gegründet wurde Dziubiellen im Jahr 1542.
Von 1874 bis 1945 war der Ort in den Amtsbezirk Eckersberg eingegliedert.
In dem am 12. Oktober 1904 in Zollerndorf umbenannten Dorf mit den Ortsteilen Klein Dziubiellen (1904–1945 Klein Zollerndorf, polnisch Dziubiele Małe) und Trockenhorn (polnisch Suchy Róg) waren im Jahr 1910 insgesamt 443 Einwohner gemeldet. Ihre Zahl belief sich 1933 auf 442 und betrug 1939 noch 372.
Aufgrund der Bestimmungen des Versailler Vertrags stimmte die Bevölkerung im Abstimmungsgebiet Allenstein, zu dem Zollerndorf gehörte, am 11. Juli 1920 über die weitere staatliche Zugehörigkeit zu Ostpreußen (und damit zu Deutschland) oder den Anschluss an Polen ab. In Zollerndorf stimmten 300 Einwohner für den Verbleib bei Ostpreußen, auf Polen entfielen keine Stimmen.
In Kriegsfolge kam Zollerndorf 1945 mit dem gesamten südlichen Ostpreußen zu Polen und erhielt die polnische Namensform Dziubiele. Heute ist das Dorf Sitz eines Schulzenamtes (polnisch Sołectwo) und ist somit eine Ortschaft im Verbund der Stadt- und Landgemeinde Orzysz (Arys) im Powiat Piski (Kreis Johannisburg), bis 1998 der Woiwodschaft Suwałki, seither der Woiwodschaft Ermland-Masuren zugehörig.

## Religionen
Bis 1945 war Dziubiellen in die evangelische Kirche Eckersberg in der Kirchenprovinz Ostpreußen der Evangelischen Kirche der Altpreußischen Union sowie in die römisch-katholische Kirche in Johannisburg (polnisch Pisz) im Bistum Ermland eingepfarrt.
Heute gehört Dziubiele katholischerseits zur Pfarrei Okartowo im Bistum Ełk der Römisch-katholischen Kirche in Polen. Die evangelischen Einwohner halten sich zur Kirche in der Kreisstadt Pisz in der Diözese Masuren der Evangelisch-Augsburgischen Kirche in Polen.

## Verkehr
Dziubiele liegt ein wenig abseits vom Verkehrsgeschehen an der Nebenstraße 1845N, die Chmielewo (Chmielewen, 1938–1945 Talau) mit Suchy Róg (Trockenhorn) verbindet. Außerdem führt ein Landweg vom Nachbarort Dziubiele Małe (Klein Dziubiellen, 1904–1945 Klein Zollerndorf) nach Dziubiele.

## Persönlichkeiten
- Robert Gyßling (* 29. Dezember 1858 in Dziubiellen; † 1912), deutscher Jurist und Mitglied des Deutschen Reichstags